# Thác Máu

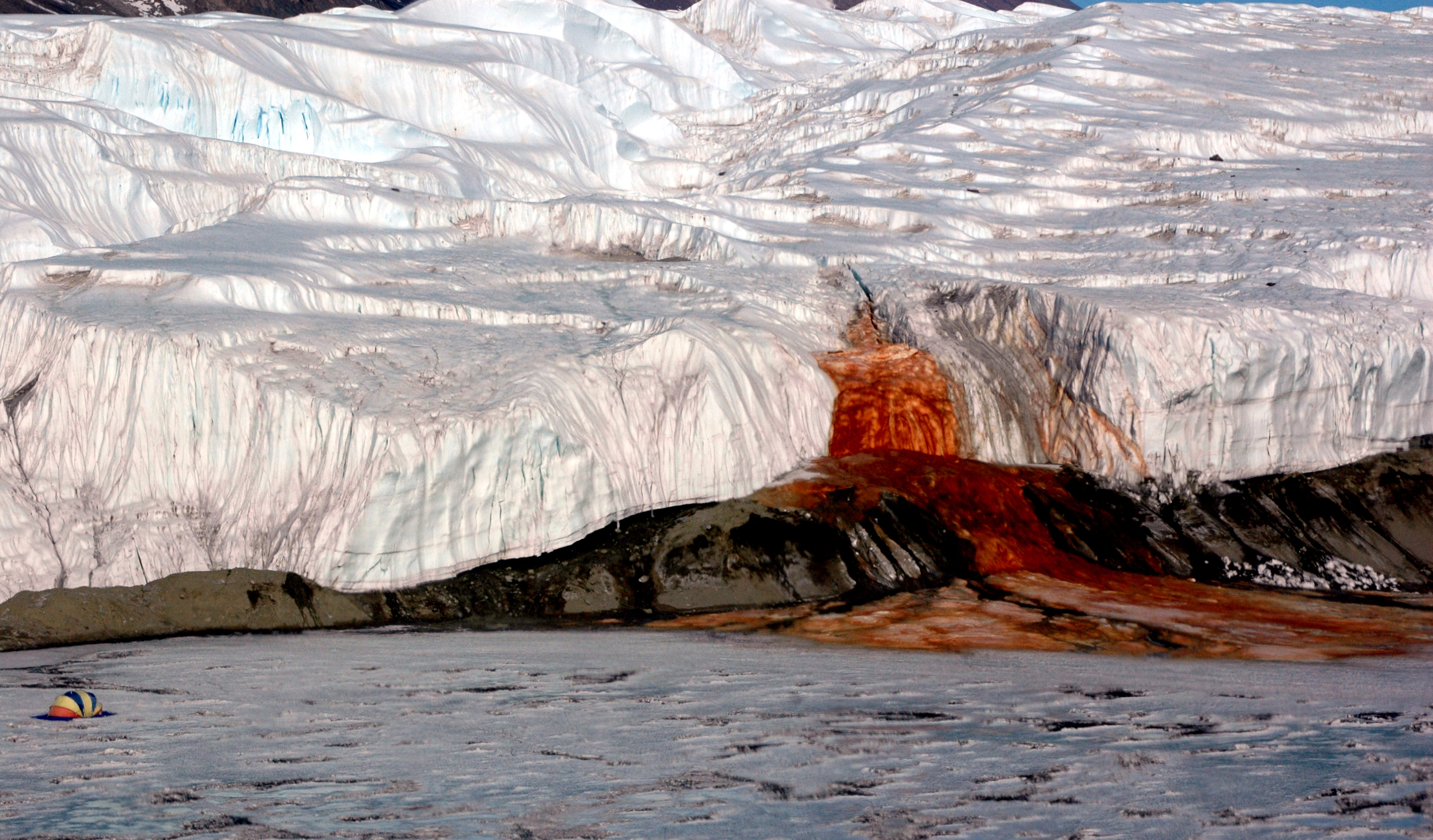
"Thác máu", 2006

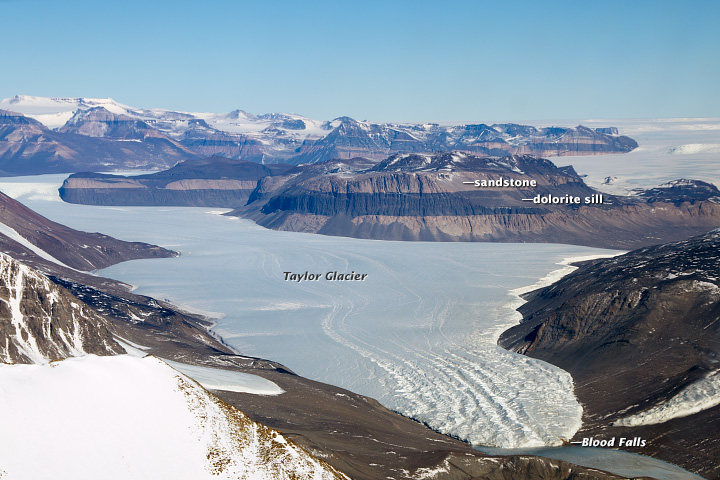
Blood Falls, chân chủa Taylor Glacier, 2013

Thác Máu là một dòng chảy của một dòng nước mặn nhiễm oxit sắt(III) diễn ra ở doi đất nhô ra của sông băng Taylor lên bề mặt phủ trắng băng tuyết của Hồ Tây Bonney trong thung lũng Taylor thuộc các thung lũng khô McMurdo tại Victoria Land, Đông Nam Cực.
Nước có độ mặn cao giàu chất sắt nước thỉnh thoảng phun lên từ các vết nứt nhỏ trong các thác băng. Các nguồn nước mặn là một hồ ở dưới mặt băng kích thước chưa biết nằm dưới khoảng 400 mét băng có cự ly vài km từ điểm thoát ra tại Thác Máu.
Các trầm tích đỏ đã được nhà địa chất học Úc Griffith Taylor phát hiện vào năm 1911, là người đầu tiên khám phá thung lũng mang tên ông. Những nhà tiên phong khám phá Nam Cực tiên cho rằng màu đỏ là do có tảo đỏ, nhưng sau đó nó đã được chứng minh chỉ là do sự hiện diện của sắt oxit. Các nhà khoa học đã phát hiện ra toàn bộ Thác Máu là một hệ sinh thái của vi khuẩn cổ bị mắc kẹt qua hàng thiên niên kỉ dưới lòng đất, mà không có các chất dinh dưỡng nuôi dưỡng chúng đến từ thế giới bên ngoài. Phân tích mẫu nước gồm có hóa chất và vi sinh vật, các nhà khoa học khẳng định đây là hệ sinh thái của vi khuẩn tự dưỡng hiếm có dưới bề mặt sông băng.
Khi khí hậu thay đổi và biển rút lui, một hồ nước mặn đã chiếm thung lũng. Sắt có chứa muối từ nước biển đọng lại trong đáy hồ. Nhiệt độ của nước trong hồ là -5 độ C, nước rất mặn. Độ mặn gấp 2 đến 3 lần so với nước biển bình thường. Chính vì vậy mà nó không bao giờ đóng băng, nước chỉ có thể từ từ thẩm thấu vào băng khiến cho chúng có sắc đỏ đặc biệt. Thác Máu là một sông băng gỉ giàu chất sắt.
Mẫu nước có ít nhất 17 loại vi khuẩn khác nhau và không có oxy. Nhưng chúng vẫn sống, vẫn tồn tại trong một môi trường khắc nghiệt với một nhiệt độ cực thấp và ánh sáng mặt trời cũng không thể xuyên qua cả một lớp băng dày nhiều tầng của dòng sông băng Taylor để chiếu ánh nắng xuống mặt hồ, nằm sâu 400 m bên dưới. Duy chỉ có chất sắt và các hợp chất lưu huỳnh là nguồn năng lượng cơ bản nuôi sống cộng đồng vi khuẩn cổ tồn tại qua hàng triệu năm nay. Nhưng một vết nứt ở sông băng khiến cho hồ nước ở dưới mặt băng chảy ra, tạo thành thác mà không làm ô nhiễm hệ sinh thái bên trong hồ.